# Académie militaire de Fondouk Jedid
L'Académie militaire de Fondouk Jedid est un établissement tunisien de l'enseignement supérieur militaire, situé à Fondouk Jedid dans le gouvernorat de Nabeul. Il est créé par le décret du  24 décembre 1966, ouvert le 8 février 1967 et inauguré le 21 décembre de la même année.
Il est chargé d'assurer aux élèves officiers de l'armée de terre et des organes centraux du ministère de la Défense et des autres ministères une formation militaire, morale et scientifique dans les filières suivantes :
- Toutes armes ;
- Techniques d'armement ;
- Électromécanique ;
- Génie informatique ;
- Télécommunications ;
- Sciences juridiques et gestion ;
- Génie civil[2].

La première phase de la spécialisation (durée de deux ans) est sanctionnée par l'obtention du diplôme d'officier de l'académie et par la nomination au grade de sous-lieutenant. La seconde phase (durée d'une année) est sanctionnée par l'obtention du diplôme national d'ingénieur, ou d'un master spécialisé suivant les branches, et par la nomination au grade de lieutenant. À sa sortie de l’académie, l'officier élève peut choisir une spécialité dans l'une des armes suivantes :
- Infanterie ;
- Artillerie ;
- Antiaérienne ;
- Transmissions ;
- Matériel ;
- Artillerie de campagne ;
- Génie militaire ;
- Transport ;
- Blindés[2].

En 2019, l'académie fait l'objet d'une extension sur 28 hectares, avec la construction d'un foyer d'une capacité de 328 élèves, d'un centre universitaire, d'un siège pour son commandement, d'un mess des officiers, d'une salle omnisports et d'une piscine couverte. Une refonte des filières d'enseignement, notamment dans les disciplines juridiques et de gestion, est prévue avec l'ouverture de deux laboratoires de recherche.